# Helegiu
Helegiu là một xã thuộc hạt Bacău, România. Dân số thời điểm năm 2002 là 7287 người.